# Saint-Jean-de-Laur
Saint-Jean-de-Laur ist eine französische Gemeinde mit 247 Einwohnern (Stand 1. Januar 2022) im Département Lot in der Region Okzitanien. Sie gehört zum Arrondissement Figeac und zum Kanton Causse et Vallées.
Nachbargemeinden sind Cajarc im Norden, Salvagnac-Cajarc im Osten, Martiel im Südosten, Puyjourdes im Süden, Limogne-en-Quercy im Südwesten und Calvignac im Westen.

## Bevölkerungsentwicklung
| Jahr      | 1962 | 1968 | 1975 | 1982 | 1990 | 1999 | 2008 | 2018 |
| --------- | ---- | ---- | ---- | ---- | ---- | ---- | ---- | ---- |
| Einwohner | 173  | 154  | 141  | 179  | 174  | 177  | 206  | 242  |

## Sehenswürdigkeiten
- Taubenturm
- Reste der ehemaligen Abtei Abbaye de Lantouy, Monument historique seit 2009

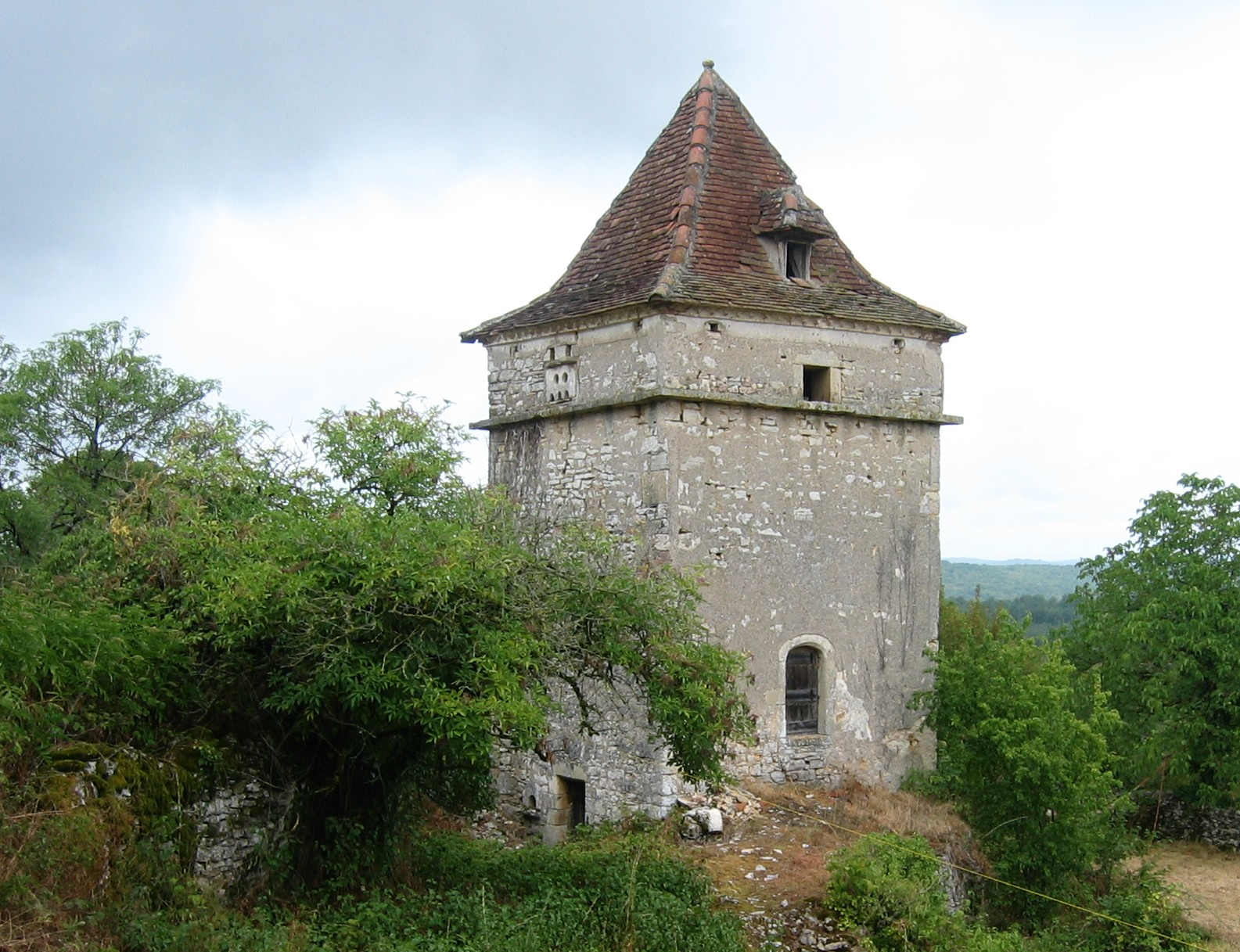
Taubenschlag
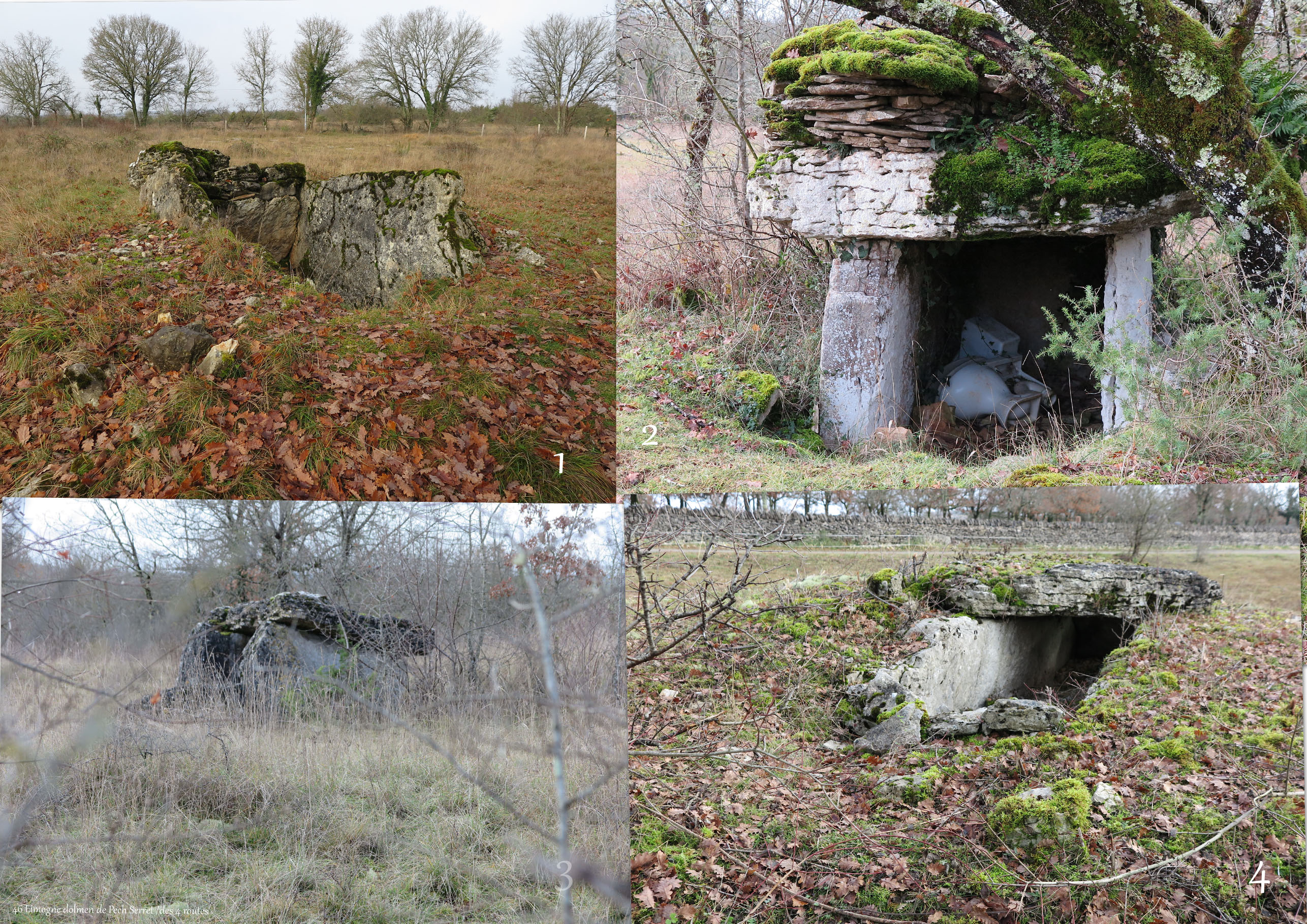
Dolmen du Pech-Seret
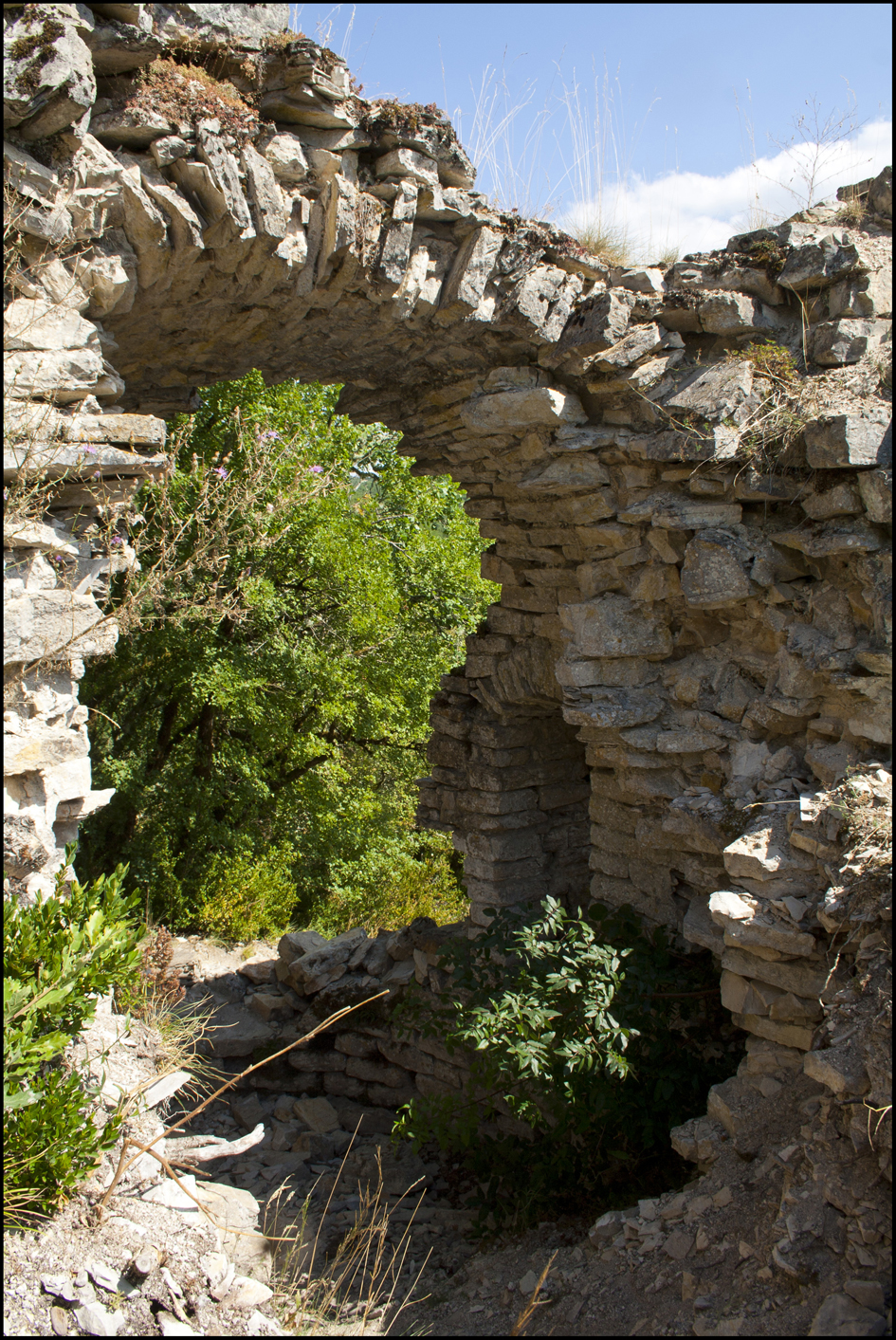
Ruinen der ehemaligen Abtei von Lantouy